# 羅茲多利夫卡 (穆羅瓦尼庫里利夫齊區)
48°43′6″N 27°34′3″E / 48.71833°N 27.56750°E
羅茲多利夫卡（烏克蘭語：Роздолівка），是烏克蘭的村落，位於該國西南部文尼察州，由莫希利夫-波季利斯基區負責管轄，始建於1963年，面積1.38平方公里，海拔高度249米，2001年人口741，人口密度每平方公里536.96人。